# Evania oblonga
Evania oblonga är en stekelart som beskrevs av Günther Enderlein 1909. Evania oblonga ingår i släktet Evania och familjen hungersteklar. Inga underarter finns listade i Catalogue of Life.